# Prije sumraka (2004.)
Prije sumraka (eng. Before Sunset) (2004) je film, nastavak filma Prije svitanja (1995). Jesse ponovno upoznaje Celine, ovaj put na potpisivanju njegove knjige, u kojoj se radnja bazira na događajima koji su se zbili prije 9 godina. Ovog puta, oboje kruže ulicama Pariza, ponovno otkrivajući sami sebe.
Kao i prethodni film, i ovaj je režirao redatelj Richard Linklater. No, ovaj put režisersku palicu djeli s glavnim glumcima, Ethan Hawkeom i Julie Delpy.
Glumica Julie Delpy je također napisala dvije pjesme koje se interpretiraju u filmu. Treća je interpretirana na kraju filma i na filmskom soundtrack albumu.
U jednom dokumentarcu, Ethan Hawke je iznio mišljenje kako bi bilo lijepo da se snimi još 4-5 nastavaka filma, gdje bi se tako popratio cijeli život Jesse i Celine.
Promo rečenica filma: "What if you had a second chance with the one that got away?" (Što da ste imali drugu šansu s onim tko vam je izmaknuo?)

## Sinopsis
Devet je godina prošlo nakon zadnjeg susreta Celine i Jesse-a. Jesse je napisao knjigu u kojoj priča svoje doživljaje s Celine u Beču. Na posljednjem putovanju po Europi za potrebe potpisivanja svoje knjige, susreće Celine. Jesse je u braku i ima jedno dijete, a Celine ima dečka, ali razgovarajući, shvate da nisu sretni zajedno. Kao 30-godišnjaci, osvrću se na susret prije 9 godina; na njihov naivni pogled na svijetu, na vjeru u snagu ljubavi, na prihvaćanje grešaka iz prošlosti.
Kraj filma je nezaboravan. Celine, nakon što odglumi Ninu Simone na pozornici, kaže Jesseju: "Baby ... you are gonna miss that plane." (Dušo, propustit ćeš taj avion). Kamera zumira Jessejevo lice koje je nasmiješeno, nakon dugo vremena. Kamera zumira prema njegovim ustima koja kažu: "I know" (Znam). I tada se ekran zacrni. Budućnost njihova odnosa je nejasna, ali je jasno da Jesse ostaje uz Celine, bar na više vremena.

## Glumačka ekipa
- Ethan Hawke kao Jesse
- Julie Delpy kao Celine
- Vernon Dobtcheff kao knjižničar